# Alessandro Asinari di San Marzano (Bischof)
Alessandro Asinari di San Marzano (* 27. Juli 1795 in Turin; † 2. Juli 1876 in Frascati) war ein italienischer Kurienerzbischof.

## Leben
Er stammte aus einer Familie des Piemonteser Adels und war der vierte Sohn des Generalmajors Filippo Antonio di San Marzano (1767–1828), Staatsrat und Graf des französischen Kaiserreichs, später Kriegsminister und Außenminister des Königreichs Sardinien, und dessen Ehefrau Polissena Della Chiesa di Cinzano (1774–1832). Am 24. Mai 1816 wurde er an der Akademie von Turin zum Doctor theologiae promoviert und empfing am 19. September 1818 die Priesterweihe. 1835 trat er in den Dienst der Kurie und wurde 1836 Apostolischer Protonotar. Am 19. Januar 1846 wurde er zum Titularerzbischof von Ephesus ernannt. Die Bischofsweihe spendete ihm am 19. Januar 1846 der Kardinalbischof von Sabina Luigi Emmanuele Nicolo Lambruschini CRSP; Mitkonsekratoren waren die Erzbischöfe Gaetano Baluffi, Sekretär der Kongregation für die Bischöfe und Regularen, und Giovanni Brunelli, Sekretär der Kongregation Propaganda Fide. Am 26. April 1846 trat Alessandro Asinari di San Marzano die Position als Nuntius in Brüssel an. 1848 kehrte er nach Rom zurück und bekleidete dort verschiedene kuriale Ämter. Zuletzt war er ab dem 27. Juni 1853 Erster Kustos der Vatikanischen Bibliothek, diese Position bekleidete er bis zu seinem Tod.
Er starb in der Villa Conti in Frascati. Seine umfangreiche Privatbibliothek vermachte er mit Testament vom 3. Juni 1875 der Vatikanischen Bibliothek.